# Neutraal standpunt
Een neutraal standpunt houdt in dat iemand geen voorkeur uitspreekt voor een bepaalde mening in een discussie of voor een bepaalde zijde in een geschil. Dit kan komen doordat iemand echt geen mening heeft – door gebrek aan kennis over het onderwerp of omdat hij of zij vindt dat er aan elke optie wel voors en tegens kleven.
Een neutrale houding kan echter ook een bewuste keus zijn. Reden hiervoor kan zijn dat iemand niet wil worden meegesleept in een conflict. Het kan ook voortkomen uit een rol die hij of zij op zich heeft genomen. Dat geldt bijvoorbeeld voor bemiddelaars, rechters, notarissen, journalisten en wetenschappers. Ook instanties kunnen een neutraal standpunt innemen, zoals wanneer de overheid zich neutraal opstelt ten opzichte van de verschillende levensbeschouwingen.

## De neutrale houding als bewuste keus
Wie vanuit een functie of zelf opgenomen taak een neutrale positie inneemt, zal de verschillende betrokkenen of visies gelijkwaardige aandacht geven. Om dit te bereiken dient zo iemand de vooroordelen in zichzelf te onderkennen en opzij te zetten. Een neutrale auteur probeert ideeën en feiten op een zodanige wijze objectief te presenteren dat zowel voor- als tegenstanders ermee uit de voeten kunnen. Neutraliteit in deze zin wordt vaak verbonden met objectiviteit (met als tegenhanger subjectiviteit), hoewel het niet precies hetzelfde is. Objectiviteit gaat immers om het vinden van de waarheid, de werkelijke situatie, dus op grond van objectieve feiten kan men tot de conclusie komen dat de ene visie toch beter is dan de andere.

### Bemiddeling en rechtspraak
Een bemiddelaar moet doorgaans een neutrale houding innemen, of anders gezegd: onpartijdig zijn. Beide partijen in een conflict moeten de bemiddelaar immers vertrouwen. Mocht een betrokkene de indruk krijgen dat de bemiddelaar partij trekt voor de ander, dan kan dit ertoe leiden dat de bemiddeling mislukt. Ook een relatietherapeut of systeemtherapeut stelt zich in principe neutraal op.
Dit neemt niet weg dat een bemiddelaar of therapeut actief aan de slag kan gaan met wat de betrokkenen zeggen en wensen, bijvoorbeeld door deze uitspraken te vertalen in een vorm die voor de ander acceptabeler is of door hen beurtelings aandacht te geven, zolang ze per saldo onpartijdig blijven. Sommige bemiddelaars vinden het passend bij een neutrale opstelling om de zwakste partij te ondersteunen, zoals wanneer deze een informatie-achterstand heeft. Overigens maken sommige bemiddelaars een onderscheid tussen neutraal en onpartijdig, omdat neutraliteit een onbereikbaar ideaal zou zijn.
Een rechter of arbiter dient eveneens onpartijdig, onbevooroordeeld en neutraal te zijn. Dit geldt vooral voor de houding van de rechter tijdens het proces en voor evenwichtige juridische argumentatie. Aan het eind van het proces – en soms ook bij tussenvonnissen – zal de rechter immers vaak een objectief oordeel (vonnis) vellen ten gunste van een van de partijen.
Vanzelfsprekend impliceert onpartijdigheid ook dat er geen sprake mag zijn van belangenverstrengeling, of zelfs maar de schijn daarvan. Bij arbitrage is er soms een variant waarbij de twee partijen die in conflict zijn elk een lid van de geschillencommissie aanwijzen, terwijl deze leden samen een onafhankelijke voorzitter erbij kiezen.

### Wetenschap en journalistiek
In de wetenschap kan het begrip neutraliteit worden verbonden met het principe van waardevrije wetenschap.
In de Nederlandse journalistiek is politieke neutraliteit in de tweede helft van de twintigste eeuw als een principe gaan gelden: kranten en andere media zijn zich gaan voorstaan op het niet partij kiezen voor een politieke partij of stroming. Dit is een echter een recente en vrij specifiek Nederlandse ontwikkeling. In andere landen zijn vooral krantenredacties niet te beschroomd om een politieke voorkeur uit te spreken. Neutraliteit in deze zin dient niet verward te worden met objectiviteit en het strikte scheiden van feit en opinie, die in alle gevallen als journalistieke principes gelden.
Wikipedia heeft als doelstelling om informatie zo neutraal mogelijk aan te bieden, en accepteert alleen dit soort bewerkingen. Dit is een van de grondbeginselen van Wikipedia.

## Kanttekeningen
Welke feiten relevant zijn is in veel situaties afhankelijk van het paradigma dat men volgt.
Veel historici en filosofen betogen dat in de journalistiek en wetenschappen (met name de sociale wetenschappen en geschiedschrijving) de selectie van feiten altijd plaatsvindt binnen een ideologisch of cultureel kader. Dit geldt ook voor de presentatie ervan, zoals de woordkeuze.
Bewust of onbewust is een auteur altijd standplaatsgebonden. Concreet betekent dit dat de auteur de nadruk legt op feiten die aansluiten bij het eigen standpunt. Een werkelijk neutraal standpunt zou volgens deze critici onmogelijk zijn; wat als neutraal en objectief wordt gepresenteerd, is in werkelijkheid een afspiegeling van de heersende ideologie in een bepaalde omgeving. Openheid over standpunten zou daarom eerlijker zijn dan de pretentie vanuit een neutraal standpunt te kunnen schrijven.
Verschillende journalisten voelen ook een sociale verantwoordelijkheid als 'betrokken opvoeder' om het publiek zodanig voor te lichten over gevoelige zaken dat dit geen schade aanricht en bijvoorbeeld geen vooroordelen aanwakkert. Daarnaast zien sommige media het juist als hun taak om in onderwerpskeuze een bijdrage te leveren aan verbetering van de maatschappij.
Een ander probleem met sommige interpretaties van neutraliteit is vooral in wetenschappelijke kwesties dat slecht onderbouwde standpunten buitensporig veel aandacht krijgen door het star vasthouden aan hoor en wederhoor en de gewoonte om telkens twee tegenstanders tegenover elkaar te zetten. Een voorbeeld hiervan is het 'klimaatdebat', waar vooral in de VS vaak een klimaatwetenschapper en een 'klimaatscepticus' samen in televisiestudio's werden uitgenodigd. Mede daardoor ontstond een discrepantie tussen de wetenschappelijke consensus over klimaatverandering en het publieke debat hierover. Met andere woorden: een neutraal standpunt wordt problematisch als de waarheid niet in het midden ligt.